# Szumu-la-Él
Szumu-la-Él vagy Szumu-la-ilu(m) (SU.MU-la-el3) az I. babiloni dinasztia második uralkodója. Valószínűleg nem Szumuabum fia, az első évneve sem az, hogy elfoglalja apja helyét. Szábium apja. 36 évig uralkodott valamikor az i. e. 20. század közepétől az i. e. 19. század második feléig terjedő időszakban, a középső kronológia szerint i. e. 1880-tól i. e. 1845-ig. Kortársa a larszai Núr-Adad, és a szippari Jahzir-Él.
Szumu-la-Él első évneve szerint kiásatott egy csatornát, amelynek az „Utu bősége” (dUtu-ḫe2-ĝal2) nevet adták. Babilonban nagy kultusza alakult ki Samas istennek, aki Utu akkád alakja. A 33. évben ásott csatornát már „Szumu-la-Él bőségének” nevezték el. Uralkodásának harmadik évében Kazallu város elleni támadásról ad hírt, de nem közli, kik voltak a támadók. Ez még többször is megismétlődik, ezek megelőzésére Kazallu visszaszerzése után városfalakat emeltek, és Babilonban is megépült a nagy városfal az ötödik uralkodási évben.
A hatodiktól a kilencedik évig az Adad-templomban építkezett, majd két évnév hiányzik, és a tizenkettedikben a „királyi csatorna” ásása szerepel. A tizenharmadiktól azonban a tizenhetedikig hadakozott Kissel. A végeredmény Kis lerombolása és Íszín elfoglalása lett. A 28. évében talán elfoglalta Barszipot, amely település három uralkodójának ismert a neve (Banutahtun-Ilu, Iluma-ilu és Immerum). De az is lehet, hogy egyenrangú királyságot látogatott meg, erre utal a „Barszipba ment” évnév. Alattvalója lett Marad és annak királya, Szumu-numhim.